# Abdelaziz Djerad
Abdelaziz Djerad (în arabă عبد العزيز جراد, n. 12 februarie 1954, Khenchela, Provincia Khenchela, Franța) este un politician algerian care a ocupat funcția de prim-ministru al Algeriei în perioada 28 decembrie 2019 - 30 iunie 2021.

## Viața timpurie
Djerad s-a născut la Khenchela la 12 februarie 1954. După ce a obținut diploma de licență la Institutul de Științe Politice și Relații Internaționale din Alger, în 1976, s-a mutat la Universitatea Paris-Nanterre, unde a obținut doctoratul. De asemenea, a lucrat ca profesor de științe politice la Universitatea din Alger și a publicat mai multe cărți.
Între 1989 și 1992, Djerad a fost directorul Școlii Naționale de Administrație din Alger.

## Cariera politică

### Anii 1990
Din 1996 până în 2000, Abdelaziz Djerad a fost directorul general al Agenției Algeriene pentru Cooperare Internațională.
Djerad a servit sub conducerea lui Ali Kafi, Liamine Zéroual și Abdelaziz Bouteflika. Cu toate acestea, în 2003, a fost înlăturat și de atunci a devenit un critic fervent al fostului președinte Bouteflika.

### Prim-ministru
La 28 decembrie 2019, Djerad a fost numit prim-ministru al Algeriei de către președintele Abdelmadjid Tebboune și a fost însărcinat imediat cu formarea unui nou guvern.
La 29 decembrie 2019, l-a numit pe Brahim Bouzeboudjen în funcția de director al cabinetului și pe Mohamed Lamine Saoudi Mabrouk în funcția de șef al biroului primului ministru.
Un guvern a fost numit la 2 ianuarie 2020.
La 13 ianuarie 2020, președintelui Tebboune i-a cerut lui Abdelaziz Djerad să pregătească o lege care să incrimineze toate formele de rasism și discursuri de ură. În octombrie 2020, președintele Tebboune a fost testat pozitiv cu COVID-19 și s-a dus în Germania pentru tratament. Între timp, Djerad și-a asumat sarcinile acestuia. La 29 decembrie 2020, președintele Tebboune și-a reluat atribuțiile.
Djerad a demisionat la 24 iunie 2021 după alegerile legislative din Algeria din 2021. El a fost succedat de Aymen Benabderrahmane, ministru al finanțelor din iunie 2020.